# 政田サッカー場
政田サッカー場（まさだサッカーじょう）は、岡山県岡山市東区升田にあるサッカー専用の球技場。
Jリーグに所属するファジアーノ岡山が練習場として使用している。施設は岡山市が所有し、株式会社ファジアーノ岡山スポーツクラブが指定管理者として運営管理を行っている。

## 建設の経緯
ファジアーノ岡山（以下「ファジアーノ」と記す。）はそれまで岡山市が所有し天然芝グラウンドのある神崎山公園競技場（東区神崎町）、財田スポーツ広場（中区長岡）、そして旧灘崎町の施設で2010年に照明と人工芝グラウンドの整備された灘崎総合公園多目的広場サッカー場（南区片岡）の3箇所を併用して練習場に充てており、クラブ専用の練習場がなかった。シャワー室やマッサージルームなどを備えたクラブハウスも存在せず、ファジアーノの選手達は練習後のクールダウンを子供用のビニールプールに水を張って行う有様であった。
このような貧弱な練習環境はファジアーノの選手獲得にも暗い影を落とし「もっとうまくなりたいが、岡山では無理」と断られるケースも後を絶たなかったとも報じられている。また、2010年シーズンは4月から5月かけてに4選手が足を疲労骨折するなどけが人が続出したが、これについてもファジアーノの阿部信寛チーフドクターが山陽新聞の取材に対して「（芝生の生育が遅れたため神崎山・財田のグラウンドが使えず）足に負担の大きい人工芝（の灘崎）で練習しているのが原因の一つ」と指摘している。
こうした窮状を受け、岡山県サッカー協会とサポーター有志が中心となり、2010年7月29日に千葉喬三岡山大学長（当時）を代表とする「ファジアーノ岡山の専用練習場整備を推進する会」が発足、7月30日以降のファジアーノのホームゲーム当日のスタジアムやJR岡山駅、倉敷駅、中庄駅など街頭で署名活動を行い、10月31日までの3ヶ月間で目標の10万人を大きく上回る284,673人分の署名を集め、11月25日に髙谷茂男岡山市長（当時）に要望書と署名が提出された。
岡山市では、要望書の提出を受けて検討を行い、東区升田の岡東浄化センター（下水処理場）の未利用地約44,000m2にサッカーグラウンド「岡東サッカー場（仮称）」の整備を決定。2011年6月の岡山市議会に測量設計及び土地造成のための予算2億1,150万円を計上する補正予算案が提出され、これが可決されたことで事業に着手した。
建設費用については日本サッカー協会から都道府県フットボールセンター整備助成事業により9000万円、日本スポーツ振興センターから6800万円の補助金が拠出される他、岡山県の県内経済6団体が2013年3月までに寄付を募り建設費用に充てることとなっている。
2013年2月23日には正式開場に先立って人工芝グラウンドがファジアーノの練習場として供用開始され、3月27日に開場式典が挙行された後、4月1日に正式開場した。
施設運営にあたっては、岡山市からの打診もあってファジアーノの運営会社であるファジアーノ岡山スポーツクラブが指定管理者を申請。期間は開場日の2013年4月1日から3年間。また、クラブ事務所も岡山商工会議所内からグラウンド脇のクラブハウスに移転している。

## 施設
天然芝2面、人工芝1面のグラウンド（いずれも105×68m）が整備されている。観客席は南側（天然芝グラウンドのゴール裏、人工芝グラウンドのサイド）にのみ設けられており、見学はここからだけになる。
天然芝グラウンドと人工芝グラウンドの間にクラブハウスが設けられている。

## 利用
前述の通りファジアーノ岡山の練習場としての利用が主となる。芝生グラウンドについてはファジアーノが優先的に使用する運用が行われる一方で、市民への貸し出しも行われるという。
ファジアーノ岡山のセカンドチームとして存在していたファジアーノ岡山ネクスト（ネクスファジ）が参加していた中国サッカーリーグの会場としても使用され、ネクスファジのホームゲームの他、2013年シーズンは第1節・第2節の集中開催会場として（灘崎総合公園多目的広場サッカー場と併用）、さらには同じく岡山県に本拠を置く三菱自動車水島FC・ENEOS水島・NTN岡山のホームゲームの一部も本場で行われる。
ネクスファジは2014年のJFLに昇格したが、常設のスタンドがなく有料試合が開催できないこともありJFLでの試合は組まれなかった。ただし、2014年シーズンの中国サッカーリーグの会場としては三菱自動車水島FC・JXエネルギー水島（現ENEOS水島）・NTN岡山のホームゲームを中心に引き続き利用された。

## アクセス
- 岡山駅から約15km、赤穂線 大多羅駅から約7km
- 岡山駅から両備バス沖元経由西大寺行きで「光津」下車約3km

## ギャラリー

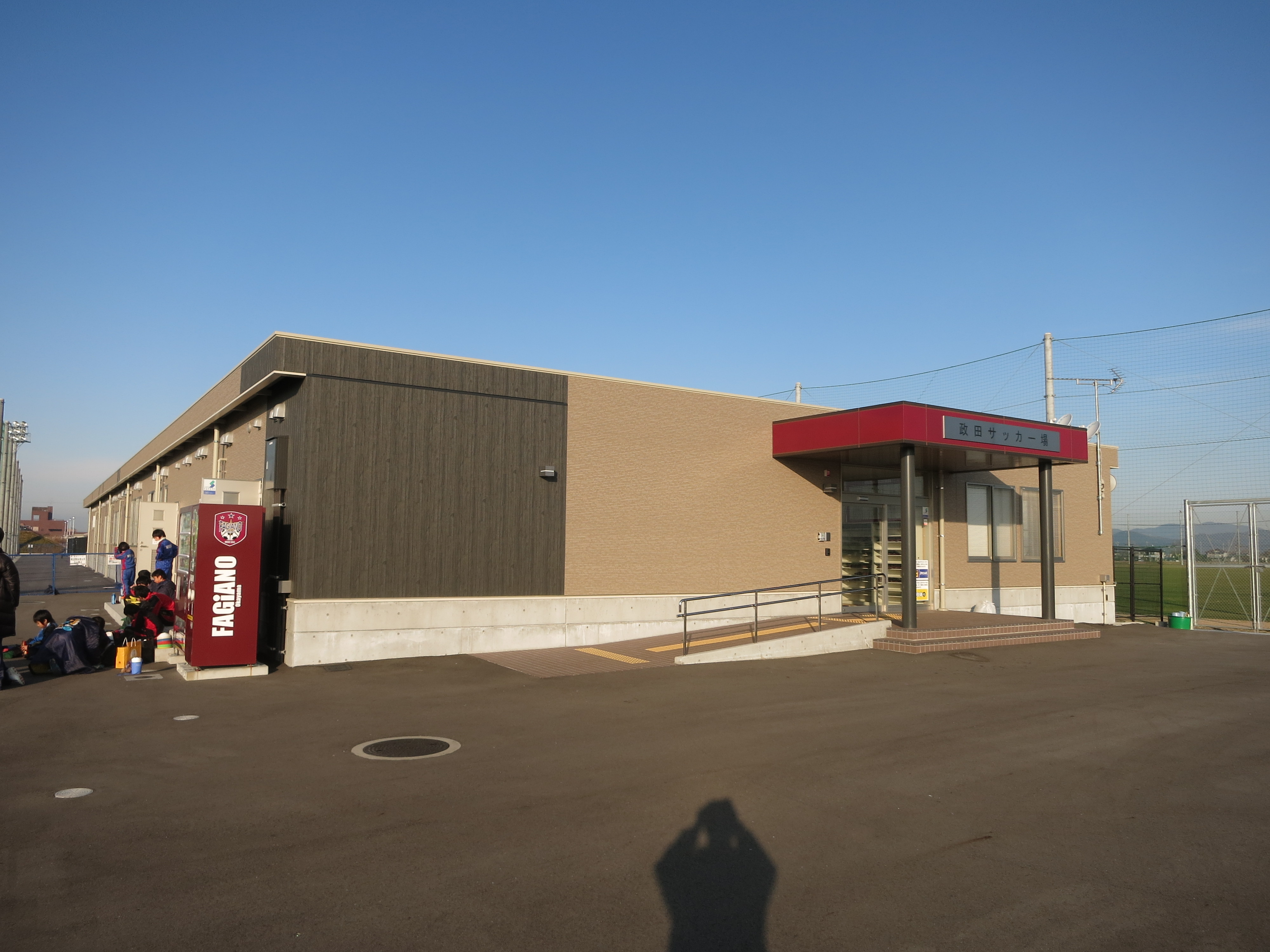
クラブハウス
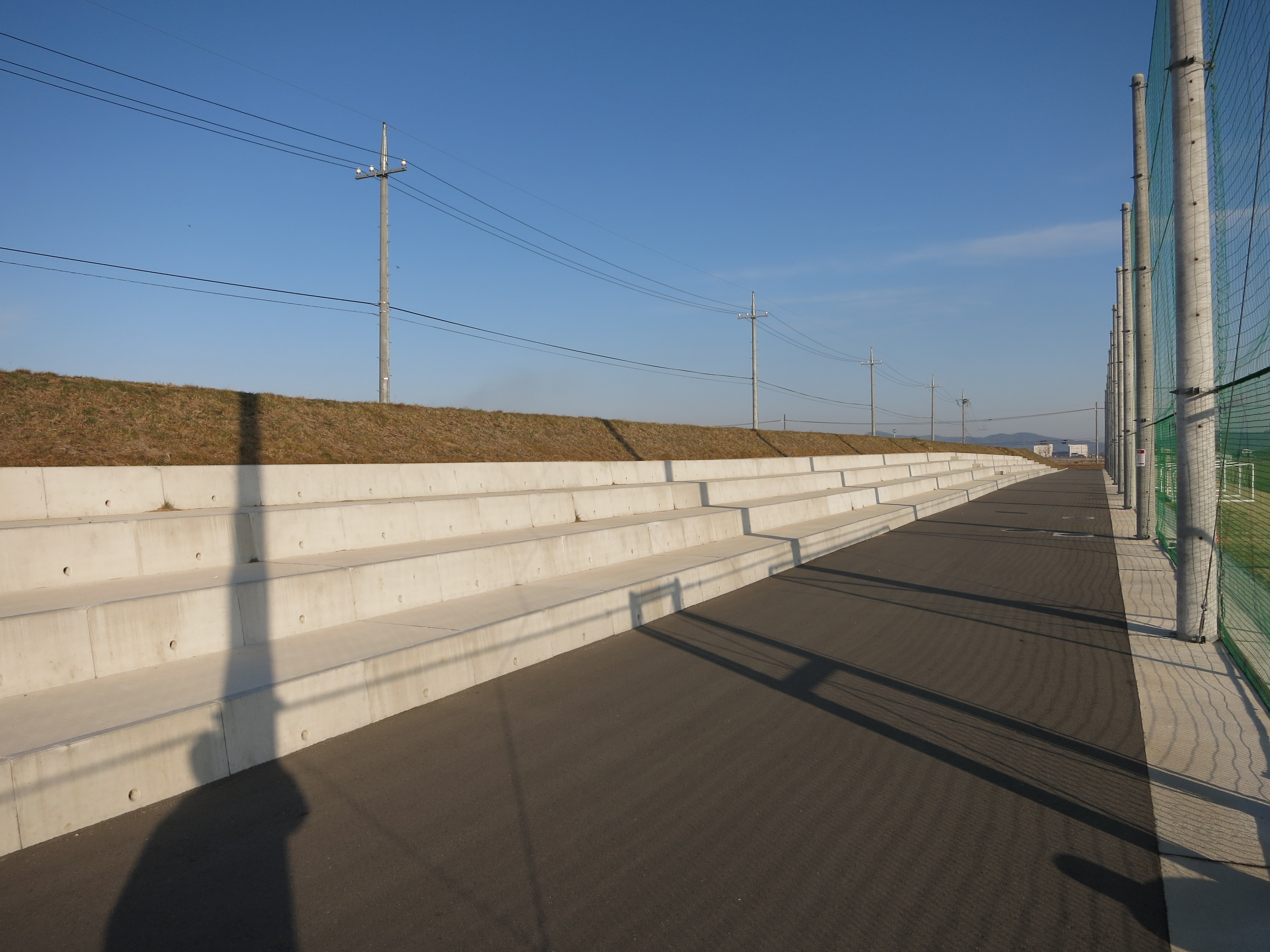
観客席
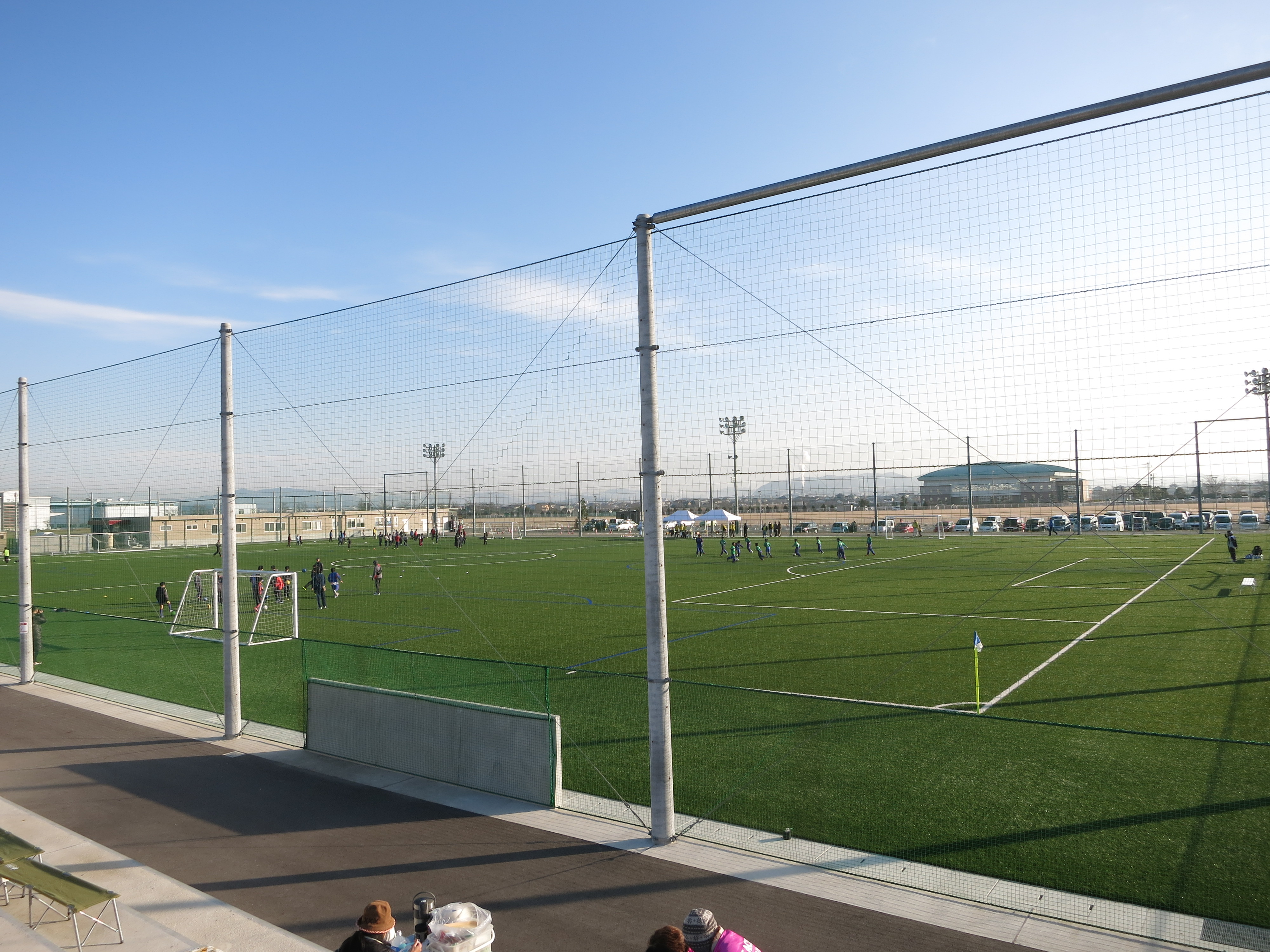
人工芝グラウンド

## 参考資料
- “専用練習場整備へ署名開始　推進する会発足”. 山陽新聞. (2010年7月30日).  オリジナルの2010年8月5日時点におけるアーカイブ。 2013年5月4日閲覧。
- 『新練習場についてのご案内』（プレスリリース）ファジアーノ岡山、2013年3月31日。2013年5月4日閲覧。